# Abri des Battants
L'abri des Battants est un abri sous roche et un site préhistorique situé dans la commune de Blassac, dans le département français de la Haute-Loire, en région Auvergne-Rhône-Alpes, en France.

## Historique
Des fouilles archéologiques ont été menées dans cette station par Costérisant et M. Perreau, qui ont identifié ce qu'ils pensaient être deux niveaux distincts, un de l'Aurignacien et un du Magdalénien.

## Industrie lithique
L'industrie lithique trouvée présente des similitudes avec celle découverte à l'abri du Blot, caractérisée par une prédominance notable des burins par rapport aux grattoirs, et des burins dièdres par rapport aux burins sur troncature.
Des lames qui ont été retouchées et tronquées, ainsi que deux pointes aziliennes typiques, ont été identifiées, de même que des grattoirs présentant une forme uniforme et circulaire. Ces découvertes ont conduit les chercheurs à attribuer cette industrie au début de la période azilienne ou Protoazilien. De plus, la position stratigraphique de la couche archéologique et la présence d'une faune relativement tempérée suggèrent une datation relativement récente.

## Protection
L'habitat préhistorique a été inscrit au titre des monuments historiques par arrêté du 5 janvier 1989.